# JetBrains
JetBrains est un éditeur de logiciels pour développeurs. L'entreprise possède des bureaux à Prague, Boston et Munich. Sa branche russe, à Saint-Pétersbourg et Moscou, ferme en 2023.

## Historique
La société est née de l'association de Sergey Dmitriev, Eugeny Belyaev et Valentin Kipiatkov en février 2000. En 2012, JetBrains reçoit le prix JAX de l'Entreprise Java la plus innovante.

## Les produits

### Environnements de développement intégré
| Nom           | Utilisation                                                                   | Description supplémentaire                       |
| ------------- | ----------------------------------------------------------------------------- | ------------------------------------------------ |
| AppCode       | Swift, Objective-C                                                            |                                                  |
| CLion         | C, C++                                                                        |                                                  |
| DataGrip      | SQL                                                                           | EDI de base de données                           |
| Datalore      | Jupyter Notebook                                                              |                                                  |
| DataSpell     | Science des données                                                           | EDI pour les data scientists                     |
| GoLand        | Go                                                                            |                                                  |
| IntelliJ IDEA | Java, Kotlin, Groovy, Scala                                                   | 1er EDI créé par JetBrains                       |
| PhpStorm      | PHP                                                                           |                                                  |
| PyCharm       | Python                                                                        |                                                  |
| Rider         | .NET, C#, ASP.NET                                                             | Inclut l'extension ReSharper                     |
| RubyMine      | Ruby, Rails                                                                   |                                                  |
| WebStorm      | JavaScript, TypeScript                                                        |                                                  |
| RustRover     | Rust                                                                          |                                                  |
| Fleet         | Supporte la plupart des langages de façon agnostique, Programmation en binôme | Codebase différente des précédents IDEs, en Bêta |
| Aqua          | Automatisation de test                                                        |                                                  |

### Extensionsetprofileurs
| Nom           | Description |
| ------------- | --- |
| dotCover      | Outil de couverture de code et testeur unitaire pour des logiciels .NET |
| dotMemory     | Profileur de mémoire .NET qui vous aide à optimiser l'utilisation de la mémoire dans votre application, trouver les fuites de mémoire, et lutter contre d'autres types de problèmes de mémoire |
| dotPeek       | Décompilateur .NET et navigateur assembleur |
| dotTrace      | Solution pour le profilage .NET |
| ReSharper     | Plugin pour Microsoft Visual Studio qui permet d'améliorer la productivité des développeurs |
| ReSharper C++ | Extension Visual Studio pour les développeurs C++ |

### Autres
| Nom                     | Description |
| ----------------------- | --- |
| Kotlin                  | Langage de programmation à typage statique pour la machine virtuelle Java (JVM), Android et les navigateurs                                      |
| Meta Programming System | Atelier de langage open source qui se concentre sur les langages spécifiques au domaine (DSL)                                                    |
| TeamCity                | Outil d'Intégration continue |
| YouTrack                | Logiciel propriétaire de gestion de projet et de tickets, en client léger, qui est disponible sous deux formes, auto-hébergée ou en SAAS (cloud) |